# 129963 Marvinwalthall
129963 Marvinwalthall è un asteroide della fascia principale. Scoperto nel 1999, presenta un'orbita caratterizzata da un semiasse maggiore pari a 2,3905641 UA e da un'eccentricità di 0,1389214, inclinata di 2,86665° rispetto all'eclittica.